# NGC 1760
NGC 1760 (другое обозначение — ESO 85-EN19) — диффузная туманность в созвездии Золотая Рыба.
Этот объект входит в число перечисленных в оригинальной редакции «Нового общего каталога».
Расположена в галактике Большое Магелланово облако. Возможно, является областью H II. Расположена к юго-западу от NGC 1761. Слабо видна на изображениях Digitized Sky Survey-1 и ассоциируется там с линией из 9-10 звёзд.